# Il canto del cigno (film 1992)
Il canto del cigno (Swan Song) è un cortometraggio del 1992 diretto da Kenneth Branagh con protagonisti John Gielgud (all'epoca quasi novantenne) e Richard Briers ed è tratto dall'omonima opera teatrale del 1887 di Anton Čechov.

## Trama
Un vecchio attore ubriaco e malato, rimasto chiuso in un teatro dopo lo spettacolo, rievoca i suoi grandi successi insieme al suggeritore Nikita.

## Riconoscimenti
- 1993 - Nomination al premio Oscar per il miglior cortometraggio